# Ver (España)
Ver (llamada oficialmente San Vicenzo de Ver) es una parroquia y una aldea española del municipio de Bóveda, en la provincia de Lugo, Galicia.

## Otras denominaciones
La parroquia también es conocida por el nombre de San Vicente de Ver.

## Límites
Limita con las parroquias de Bóveda y Guntín al norte, Villalpape y Ribas Pequeñas al sur, Mosteiro al este, y Martín por el oeste.

## Historia
En el Concilio de Oviedo (siglo IX) aparece como Vaer en un documento al señalizar las lindes de la jurisdicción del monasterio de San Vicente del Pino. Y con Alfonso IX, el mismo nombre aparece en un privilegio a favor de la iglesia de Lugo.

## Organización territorial
La parroquia está formada por siete entidades de población, constando una de ellas, Ver, en el nomenclátor del Instituto Nacional de Estadística español. Los datos demográficos de todas las entidades de población de esta parroquia se dan en el INE español bajo la denominación conjunta de Ver:
- Cima de Vila
- Concheiros
- Casar (O Casar)[6]
- Os Páxaros
- Outeiro
- Sucastro
- Ver

## Demografía
Gráfica demográfica de la aldea de Ver y de la parroquia de San Vicenzo de Ver según el INE español:
| Gráfica de evolución demográfica de Ver entre 2000 y 2021 |
|                                                           |
| Datos según el nomenclátor publicado por el INE.          |

## Lugares de interés
- Iglesia parroquial, del siglo XVII. Edificio de planta rectangular, construido sobre un castro, con muros de mampostería de pizarra enlucidos. La capilla mayor, diferenciada de la nave en planta y alzado, está separada de la nave mediante un arco rebajado de medio punto, y tiene la sacristía pegada al alzado norte.
- Casa Torre de Ver, en el lugar de Sucastro. Se trata de un conjunto distribuido alrededor de un patio central, en el que hay, aparte del edificio principal, un notable número de edificaciones de carácter agrícola. El edificio principal, reconstruido en 1761, según reza en una inscripción sobre la puerta principal, es una construcción de planta rectangular, con muros de mampostería de pizarra, y cubierta a cuatro aguas, en madera y pizarra.
- Existe un peto de ánimas de construcción reciente pero aprovechando materiales de uno anterior. Está cubierto por una cornisa sobre la que se sitúa una cruz latina.

## Festividades
Las fiestas se celebran la segunda quincena de agosto en honor a San Roque. También se celebra la festividad de San Vicente, hacia el 21 de enero.